# Herona marathus
Herona marathus är en fjärilsart som beskrevs av Doubleday 1848. Herona marathus ingår i släktet Herona och familjen praktfjärilar. Inga underarter finns listade i Catalogue of Life.

## Bildgalleri

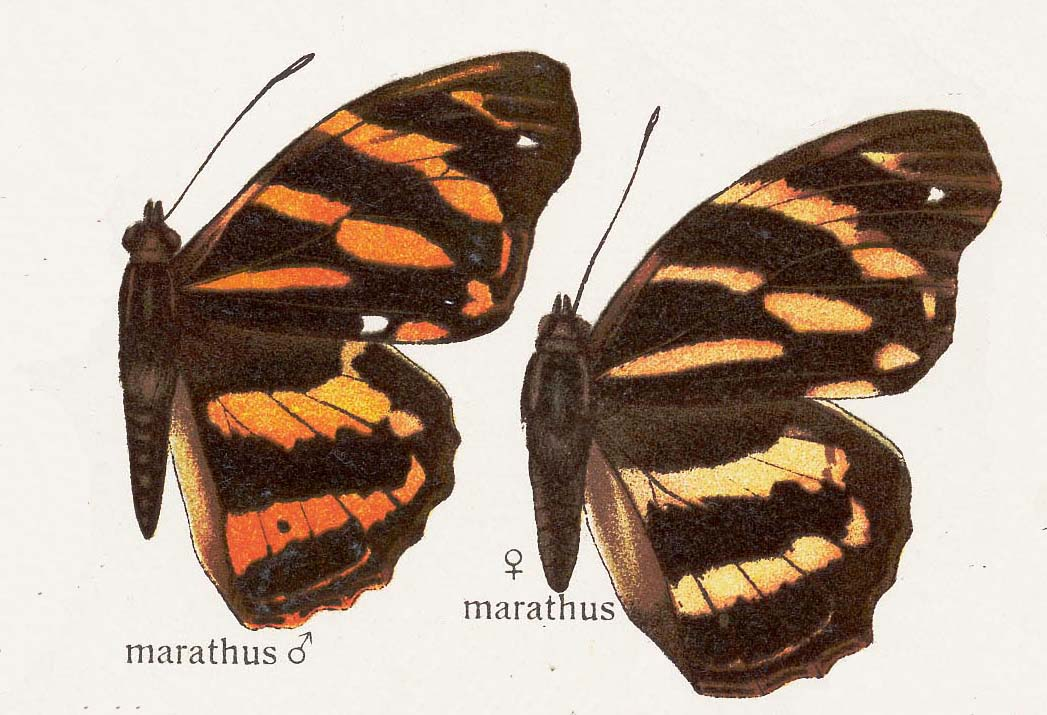
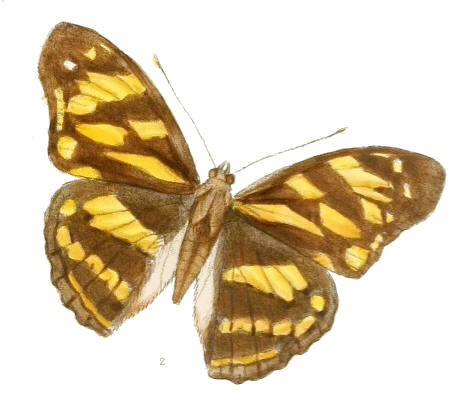
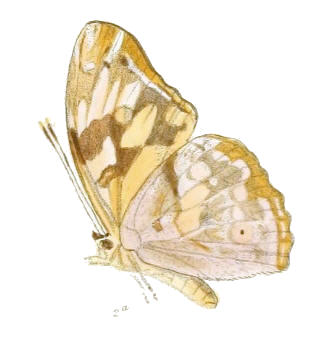
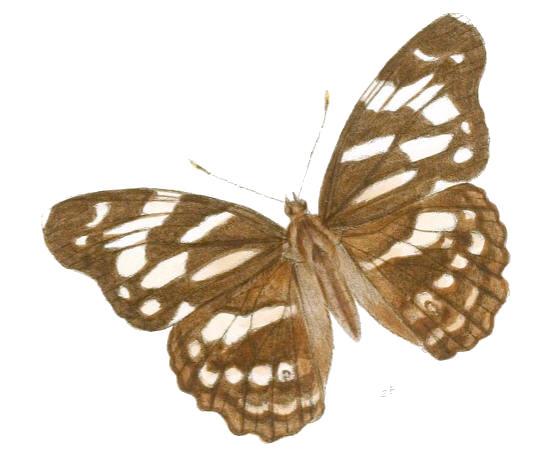
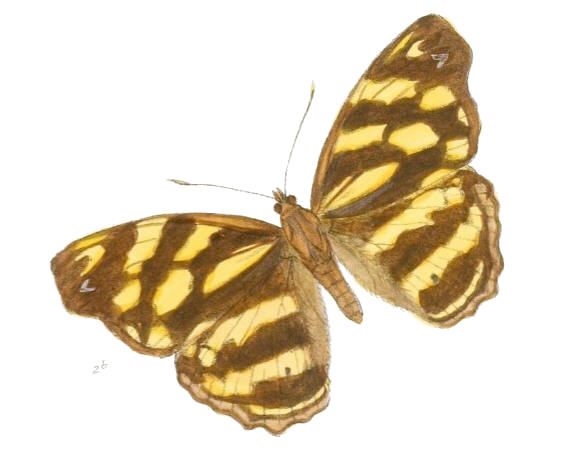
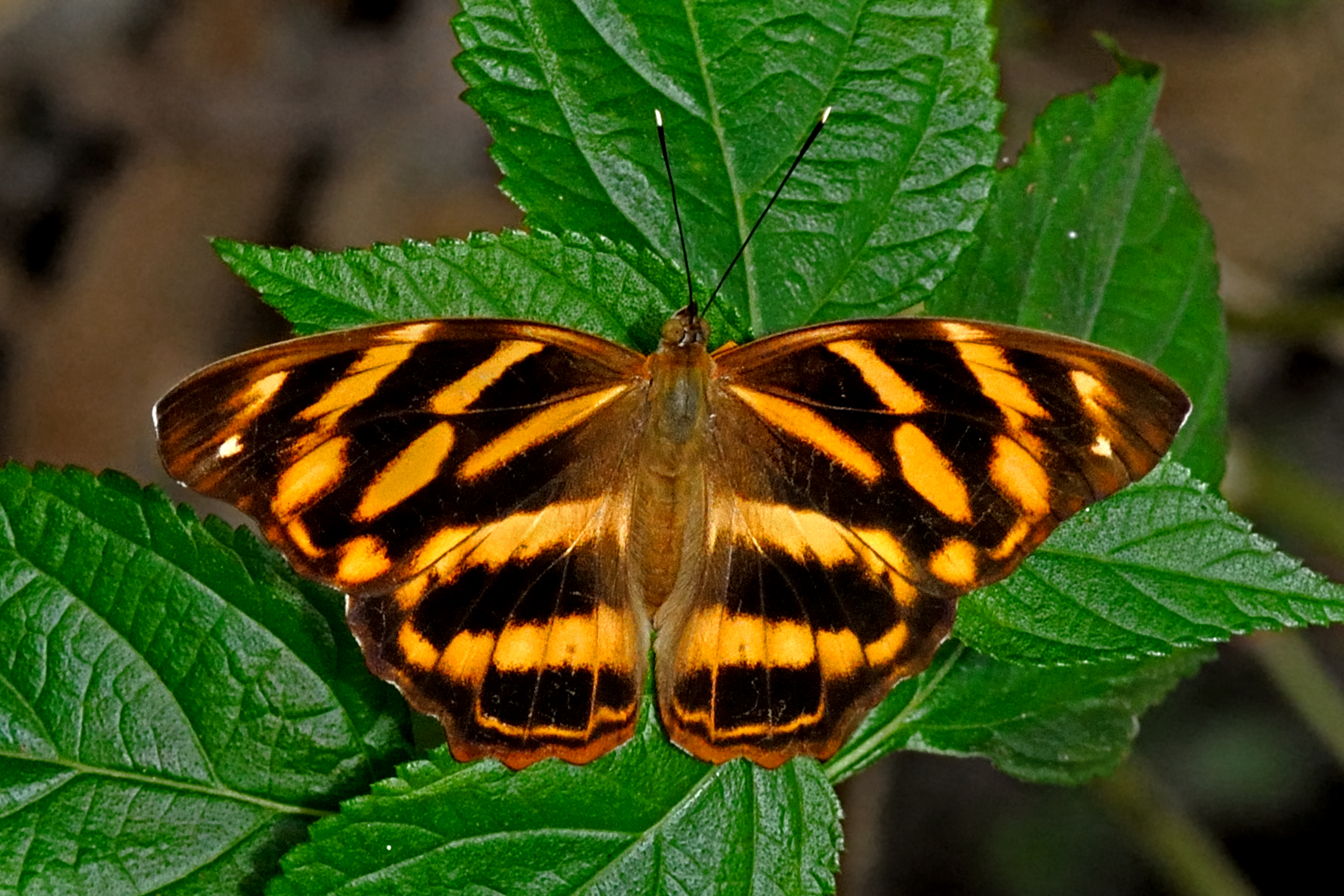